# Herb Bonn
Herbert Sidney Bonn, detto Herb (Aliquippa, 14 luglio 1914 – Oceano Pacifico, 7 aprile 1943), è stato un cestista statunitense, professionista nella NBL.

## Carriera
Giocò per due stagioni nella NBL, disputando 15 partite con 5,7 punti di media.
Scomparve nell'aprile del 1943 durante una missione di pattuglia nell'Oceano Pacifico.